# 陳文 (正統進士)
陳文（1405年—1468年），字安簡，江西承宣布政使司吉安府廬陵縣（今江西省吉安市）人。明朝正統至成化年間大臣。宣德乙卯江西解元，正統丙辰榜眼。成化初年，官至禮部尚書、文淵閣大學士。

## 生平
宣德十年（1435年）乙卯科江西鄉試第一名，正統元年（1436年）丙辰科會試第五十名，一甲第二名進士，授翰林院編修。正統十二年命進學東閣。秩滿，遷侍講。景泰年間，任雲南右布政使，減少當地的賦捐，一時名譽日起。
英宗復位，天順年間，學士呂原去世後，由李賢、王翱推薦入閣。天順七年，禮部右侍郎兼學士。陳文卻數次阻擾李賢，自己說並非像李賢推薦的那樣好。後與侍讀學士錢溥結交，錢溥此人與太監交往頻繁；英宗即將過世之前，太監王綸與錢溥內謀草詔，欲逐李賢以錢溥代之，而以兵部侍郎韓雍代尚書馬昂，卻在英宗過世時，李賢要撰寫草詔（常會由首輔來進行這個工作）時，由陳文揭露出。此事過後改任吏部左侍郎，同知經筵事。
成化元年（1567年）進禮部尚書。後來李賢因奪情一事被羅倫所批評，陳文暗助李賢驅逐羅倫，被當時與論所鄙。還建議管理京營必須要跟太監共同行事，並且推薦了太監懷恩。《英宗實錄》成，加太子少保，兼文淵閣大學士。成化四年（1570年）卒。贈少傅，諡莊靖。

## 家族
曾祖陳子時。祖父陳弘德。父陳大訓。母高氏，繼母朱氏、曾氏。重慶下。兄安稷、弟安止、安静。

## 評價
陳文素以才自許，在外頗著績效，士大夫多冀其進用。但是進入內閣，行事卻為鄙猥。參與大政，無甚建樹，朝退則引賓客故人置酒為曲宴，專務請屬；個性急狠，有仇必報。李賢過世後，陳文就更過分更隨意，名節大喪。